# Rytigynia caudatissima
Rytigynia caudatissima är en måreväxtart som beskrevs av Bernard Verdcourt. Rytigynia caudatissima ingår i släktet Rytigynia och familjen måreväxter. IUCN kategoriserar arten globalt som sårbar. Inga underarter finns listade i Catalogue of Life.